# Venus itálica
La Venus itálica es una obra de mármol creada por Antonio Canova. El yeso de esta obra se conserva en la Gipsoteca canoviana de Possagno.

## Historia y descripción
La obra fue creada en 1805 como compensación por el traslado a Francia en 1802 de la Venus de Médici, requisada por los franceses durante el expolio napoleónico. El escultor se inspiró en esta obra, en un nivel más espiritual que cualquier otra cosa, tratando de evocar la ternura de la carne, su dulce vibración, el movimiento en el espacio, que transmite a través de la libre articulación del cuerpo y la delicadeza de los matices. El escultor extendió sobre la superficie una mezcla suave y rosada para realzar mejor la belleza de la diosa, en el acto de esconderse detrás de un largo paño, probablemente sorprendida por la llegada de alguien durante su baño, según el tema clásico de la Venus púdica.
Su técnica y capacidad únicas para lograr la ilusión de la carne humana se denominaron "toque directo". Canova exhibía sus obras en el estudio a la luz de las velas, la única iluminación entonces disponible. Intrigado por los efectos de la luz y la sombra de las velas sobre la superficie de mármol translúcido, Canova pronto comenzó a suavizar aún más las transiciones en los cuerpos de sus figuras y a frotarlas con herramientas especiales y piedra pómez, a veces durante semanas o meses hasta obtener un pulido que recreaba perfectamente la blandura de una suave carnación. Eventualmente, aplicaría  además una pátina de un compuesto desconocido a la "carne" de la escultura que aportaba un matiz rosado al tono de la piel vista en los interiores en penumbra. Este proceso se llamó "último toque".
Según el crítico de arte Edward Lucie-Smith, la expresión artística de modestia y vulnerabilidad sexual se comunica mejor que en la más descubierta y segura Venus de Médici original. La mayoría de los espectadores notaron la habilidad superior de Canova en superficies y texturas marmóreas. Ugo Foscolo hará una comparación entre las dos obras, la de Canova y la antigua, y dirá de la primera: "El paraíso halaga en este valle de lágrimas", queriendo expresar con estas palabras la superioridad de la estatua del escultor neoclásico, ya que esta diosa es más real, y por tanto más deseable.
Obsérvese cómo también en esta obra hay una adhesión deliberada a las teorías del erudito alemán Johann Joachim Winckelmann: la búsqueda de la belleza ideal, el alejamiento de la agitación de pasiones y emociones, solo presentando la "noble sencillez y la tranquila grandeza". 
Obtuvo gran popularidad y fue muy reproducida en todos los tamaños y materiales.
En 1815, tras la caída de Napoleón, la Venus de Médici fue devuelta a los Uffizi y la Venus canoviana trasladada al palacio Pitti. En 1820 el Louvre adquirió la Venus de Milo, que mediante una hábil promoción, acabó sustituyendo en popularidad a la medicea.